# 帝尊康輝
帝尊 康輝（たいそん こうき、旧名1：モハメド太尊康輝、旧名2：前原太尊康輝、旧名3：太尊康輝、1993年1月23日 - ）は、日本のプロボクサー。大阪府大阪市出身。元WBOアジアパシフィックスーパーミドル級王者。初代日本スーパーミドル級王者。第48代OPBF東洋太平洋ミドル級王者。2013年全日本ミドル級新人王(MVP)。元WBC世界ユースミドル級王者。元在日韓国人2世(成人後に日本国籍を取得)。

## 概要
六島ボクシングジムからデビューし、19戦目から角海老宝石ボクシングジム所属、2022年に伴流ボクシングジムに所属、2023年3月からは一力ボクシングジムに所属している。
リングネームの変遷は、1戦目は、モハメド太尊康輝。2戦目から12戦目までは、前原太尊康輝。13戦目から21戦目までは、太尊康輝。2022年以降は、帝尊康輝。

## 来歴
2012年4月15日、プロデビュー戦は1-1の引き分けに終わった。
2013年8月25日、2013年西日本ミドル級新人王決勝戦で片山修と対戦し、2回1分51秒KO勝ちを収め優勝。
2013年11月9日、2013年新人王西軍代表ミドル級決定戦で甲斐斗志広と対戦し、初回43秒TKO勝ちを収め西軍代表となった。
2013年12月22日、2013年全日本新人王ミドル級決定戦で東軍代表の清野航と対戦し、初回2分51秒KO勝ちを収め全日本新人王とMVPを獲得した。
2015年11月9日、後楽園ホールで日本およびOPBF東洋太平洋ミドル級王者の柴田明雄に挑戦するも、7回1分31秒TKO負けを喫し王座獲得に失敗した。
2016年4月17日、再起戦ならびにリングネームを太尊康輝へ改名した初戦として住吉区民センターでペットスリヤー・シンワンチャーとWBC世界ユース・ミドル級王座決定戦で対戦し、初回2分50秒KO勝ちを収めユース王座獲得に成功した。
2016年11月23日、住吉スポーツセンターでOPBF東洋太平洋ミドル級王者のドゥワイト・リッチーに挑戦し、12回3-0（116-111×2、115-112）判定勝ちを収め一度獲得し損ねたOPBF王座を獲得した。
2017年4月16日、住吉区民センターでOPBF東洋太平洋ミドル級11位の安星材と対戦し、4回2分7秒TKO勝ちを収め初防衛に成功した。
2017年7月30日、住吉区民センターでOPBF東洋太平洋ミドル級9位のロックハート・ブランドンシェーンと対戦し、12回3-0（115-111、117-109、119-109）判定勝ちを収め2度目の防衛に成功した。
2017年12月2日、大阪府立体育会館第二競技場でOPBF東洋太平洋ミドル級10位および日本同級4位の秋山泰幸とOPBF&WBOアジアパシフィックミドル級王座統一戦で対戦するも、5回1分46秒TKO負けを喫し王座から陥落した。
2019年7月9日に後楽園ホールでOPBF東洋太平洋ミドル級3位の細川チャーリー忍とOPBF東洋太平洋同級王座決定戦を行うも、12回1-0（114-114×2、115-114）引き分け判定でOPBF王座返り咲きに失敗した。同年10月11日に後楽園ホールにて細川とダイレクトリマッチでOPBF東洋太平洋同級王座決定戦を行うも、8回1分21秒TKO負けを喫しOPBF王座返り咲きに失敗した。
2023年6月10日、エディオンアリーナ大阪第2競技場にて新たに創設される日本スーパーミドル級王座決定戦を日本同級1位の野中悠樹と争い、10回3-0（97-93×2、98-92）判定勝ちを収め王座獲得に成功した。
2024年6月25日、後楽園ホールでWBOアジアパシフィックスーパーミドル級王者の尹徳魯に挑戦し、初回1分24秒KO勝ちを収め王座獲得に成功した。
2024年11月22日、韓国・ソウルで前WBOアジアパシフィックスーパーミドル級王者の尹徳魯とダイレクトリマッチで再戦するも、7回2分2秒TKO負けを喫し初防衛に失敗、王座から陥落した。

## 戦績
プロボクシング - 27戦18勝（15KO）6敗3分
| 戦           | 日付           | 勝敗 | 時間    | 内容    | 対戦相手                           | 国籍           | 備考                                             |
| ------------ | -------------- | ---- | ------- | ------- | ---------------------------------- | -------------- | ------------------------------------------------ |
| 1            | 2012年4月15日  | △    | 4R      | 判定1-1 | 川崎真琴（RK蒲田）                 | 日本           | プロデビュー戦                                   |
| 2            | 2012年9月1日   | ☆    | 2R 1:58 | TKO     | 作田祐一（ネクサス）               | 日本           |                                                  |
| 3            | 2012年11月3日  | ☆    | 1R 0:50 | TKO     | 河内大悟（和光）                   | 日本           |                                                  |
| 4            | 2013年1月12日  | ★    | 3R 1:14 | TKO     | 金澤圭介（ワタナベ）               | 日本           |                                                  |
| 5            | 2013年8月25日  | ☆    | 2R 1:51 | KO      | 片山修（倉敷守安）                 | 日本           | 2013年西日本ミドル級新人王決勝戦                 |
| 6            | 2013年11月9日  | ☆    | 1R 0:43 | TKO     | 甲斐斗志広（宮崎ワールド）         | 日本           | 2013年新人王西軍代表ミドル級決定戦               |
| 7            | 2013年12月22日 | ☆    | 1R 2:51 | KO      | 清野航（石橋）                     | 日本           | 2013年全新人王ミドル級決定戦                     |
| 8            | 2014年4月20日  | ☆    | 6R 1:55 | KO      | 大橋寛志（京拳）                   | 日本           |                                                  |
| 9            | 2014年11月24日 | ☆    | 4R 1:39 | KO      | ペッチスリア・シンワンチャー       | タイ           |                                                  |
| 10           | 2015年4月5日   | ☆    | 7R 2:18 | TKO     | 佐々木左之介（ワタナベ）           | 日本           |                                                  |
| 11           | 2015年8月2日   | ☆    | 2R 2:59 | KO      | クンサックイークオー・ブーンチャイ | タイ           |                                                  |
| 12           | 2015年11月9日  | ★    | 7R 1:31 | TKO     | 柴田明雄（ワタナベ）               | 日本           | 日本・OPBF東洋太平洋ミドル級タイトルマッチ       |
| 13           | 2016年4月17日  | ☆    | 1R 2:50 | KO      | ペットスリヤー・シンワンチャー     | タイ           | WBC世界ユース・ミドル級王座決定戦                |
| 14           | 2016年7月31日  | △    | 8R      | 判定1-1 | 李俊勇                             | 韓国           |                                                  |
| 15           | 2016年11月23日 | ☆    | 12R     | 判定3-0 | ドゥワイト・リッチー               | オーストラリア | OPBF東洋太平洋ミドル級タイトルマッチ             |
| 16           | 2017年4月16日  | ☆    | 4R 2:07 | KO      | 安星材                             | 韓国           | OPBF防衛1                                        |
| 17           | 2017年7月30日  | ☆    | 12R     | 判定0-3 | ロックハート・ブランドンシェーン   | 日本           | OPBF防衛2                                        |
| 18           | 2017年12月3日  | ★    | 5R 1:46 | KO      | 秋山泰幸（ワタナベ）               | 日本           | OPBF・WBOアジア太平洋ミドル級王座統一戦 OPBF陥落 |
| 19           | 2019年4月6日   | ☆    | 2R 1:17 | TKO     | コンジャック・ポーパオイン         | タイ           |                                                  |
| 20           | 2019年7月9日   | △    | 12R     | 判定1-0 | 細川チャーリー忍（金子）           | 日本           | OPBF東洋太平洋ミドル級王座決定戦                 |
| 21           | 2019年10月11日 | ★    | 8R 1:21 | TKO     | 細川チャーリー忍（金子）           | 日本           | OPBF東洋太平洋ミドル級王座決定戦                 |
| 22           | 2022年5月20日  | ★    | 8R      | 判定1-2 | 京原和輝（久留米櫛間）             | 日本           |                                                  |
| 23           | 2022年11月30日 | ☆    | 3R 1:53 | KO      | ナワット・マサミン                 | タイ           |                                                  |
| 24           | 2023年6月10日  | ☆    | 10R     | 判定3-0 | 野中悠樹（渥美）                   | 日本           | 日本スーパーミドル級王座決定戦                   |
| 25           | 2024年6月25日  | ☆    | 1R 1:24 | KO      | 尹徳魯                             | 韓国           | WBOアジア太平洋スーパーミドル級タイトルマッチ    |
| 26           | 2024年11月22日 | ★    | 7R 2:02 | TKO     | 尹徳魯                             | 韓国           | WBOアジア太平洋王座陥落                          |
| 27           | 2025年3月24日  | ☆    | 6R 0:58 | KO      | ペク キヨル                        | 韓国           |                                                  |
| テンプレート |                |      |         |         |                                    |                |                                                  |

## 獲得タイトル
- 2013年全日本ミドル級新人王（MVP）
- WBC世界ミドル級ユース王座
- 第48代OPBF東洋太平洋ミドル級王座（防衛2）
- 初代日本スーパーミドル級王座（防衛0）
- WBOアジアパシフィック スーパーミドル級王座（防衛0）